# Dưa chuột Kỳ Sơn
Dưa chuột Kỳ Sơn là một giống cây trồng bản địa của xã Ninh Sơn, thành phố Thủy Nguyên, thành phố Hải Phòng, được nông dân gieo trồng và giữa giống từ rất lâu đời. Hiện nay, dưa chuột Kỳ Sơn là đối tượng cây trồng chủ lực trong sản xuất vụ Đông của địa phương này, tổng diện tích vùng sản xuất tập trung chuyên canh là 90 ha, chiếm trên 80% diện tích canh tác, cho giá trị cao từ 150 – 200 triệu đồng/ha, thu nhập gấp mười lần sản xuất lúa.

## Đặc điểm
Đặc điểm nổi bật của dưa chuột Kỳ Sơn là quả nhỏ, vỏ xanh đậm, mềm và có nhiều gai, thịt quả rất dày, ruột nhỏ và ít hạt, khi ăn giòn có vị ngọt mát, không chát. Bên cạnh đó, giống bản địa này thích nghi rất tốt với điều kiện thổ nhưỡng, cũng như khí hậu của địa phương và sức chống chịu sâu bệnh tốt.

## Kỹ thuật trồng dưa chuột Kỳ Sơn

### Làm đất
Dưa chuột được trồng trên luống đất đã được làm tơi, xốp. Luống rộng 80 cm, cao 30 cm, mặt luống phẳng. Mỗi cây dưa được trồng trong các hố song song trên mặt luống, hố sâu 15 cm, cách mép luống 15 cm, hố cách hố khoảng 25 cm.

### Ngâm ủ hạt giống
Trước khi gieo giống tiến hành ngâm, ủ hạt. Người Kỳ Sơn có cách ngâm ủ hạt truyền thống đặc biệt. Sau khi hạt giống được ngâm trong nước lạnh 6 giờ, dùng vải bông vắt ráo nước bọc lấy hạt giống, cho vào túi ni lông và rắt hoặc buộc theo bên mình để ủ ấm. Khi vải khô thì lại xấp nước, vắt khô và bọc hạt giống và rắt vào người như cũ. Hạt giống nảy mầm sau 03 ngày.
Một số địa phương khác, dùng trấu, rơm, rạ để ủ hạt giống. Một số giống dưa chuột khác chỉ dùng khăn để ủ, một số giống có thể gieo trực tiếp. Tuy nhiên, phương pháp này cho tỷ lệ nảy mầm không cao.
Bình thường, mỗi quả dưa để giống trồng cho khoảng 60 m² ruộng (bình quân 6 quả giống cho mỗi sào Bắc Bộ).

### Gieo trồng và chăm sóc
Sau khi hạt nảy mầm tiến hành gieo hạt giống bằng cách tra các hạt vào các hố trên mặt luống, sau đó rắc một lớp phân chuồng đã hoai mục lên để phủ kín hạt, đồng thời dùng ô doa tưới và giữ ẩm trong những ngày đầu để dưa lên đều.
Khi dưa ra tay bắt đầu cắm dóc, nứa nhỏ cỡ bằng ngón tay, cao 2,5 m, mỗi khóm một cây. Giữa các cây dóc dùng dây kết nối để đảm bảo vững chắc cho dưa leo.
Trong quá trình sinh trưởng và phát triển, dưa cần tưới ẩm liên tục, bổ sung chất dinh dưỡng thông qua việc tưới phân, 10 ngày tưới một lần. Đồng thời luôn để ruộng dáo nước tránh hiện tượng úng. Những ngọn dưa không bám vào giàn dùng dây mềm buộc lại để cho dưa leo theo dóc.

### Thu hoạch và để giống
Khi quả dưa bằng chuôi liềm thì thu hoạch. Mỗi ngay thu hoạch một lần vào buổi chiều. Đối với những quả để giống (là những quả ra lứa đầu to, dài, đều) thì để lại. Đợi đến khi vỏ dưa có màu vàng sẫm thì thu hoạch. Sau khi thu hoạch dưa giống, bổ lấy hạt, rửa sạch chất nhầy, phơi chỗ mát cho đến khi hạt khô trắng thì đựng vào lọ để làm giống cho vụ sau.

## Phục tráng
Do canh tác tập trung, cùng với phương pháp để giống mỗi hộ có sự khác nhau nên qua nhiều thế hệ, giống dưa bản địa đã bị thoái hóa phần nào. Năm 2015, Hải Phòng bắt đầu vào việc phục tráng giống dưa này.